# Paris–Nantes
Das Straßenradrennen Paris–Nantes war ein französischer Radsportwettbewerb für Berufsfahrer, der als Eintagesrennen von 1924 bis 1948 veranstaltet wurde. Es führte von der französischen Hauptstadt Paris nach Nantes im Département Loire-Atlantique.

## Palmarès
- 1924  Auguste Verdyck
- 1925  Auguste Verdyck
- 1926  Gaston Rebry
- 1927  Hector Martin
- 1928–1935 nicht ausgetragen
- 1936  Benoît Faure
- 1937  Joseph Mauclair
- 1938–1940 nicht ausgetragen
- 1941  Raymond Louviot
- 1942  Paul Maye
- 1943  Gabriel Gaudin
- 1944–1945 nicht ausgetragen
- 1946  Alexandre Pawlisiak
- 1947  Luigi Malabrocca
- 1948  Giuseppe Tacca